# Циклические полиамины

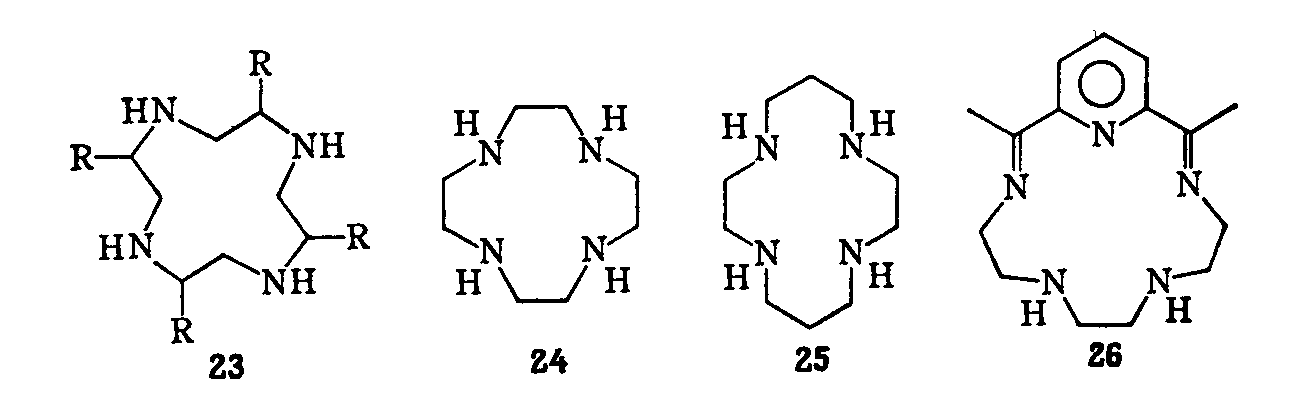
Примеры циклических полиаминов. Здесь 25 — циклам.

Циклические полиамины (аза-краун-соединения, аза-крауны) — класс органических макрогетероциклических соединений, родственных краун-эфирам, в которых все гетероатомы являются атомами азота. Представляют из себя макроциклические соединения, способные выступать в качестве лигандов для мягких кислот Пирсона — ионов переходных, тяжёлых металлов, в отличие от простых краун-эфиров, хорошо связывающих в основном только жёсткие ионы — щелочных, щелочноземельных металлов, меди(I), таллия(I) и другие.
Не стоит путать с аза-краун-эфирами — краун-соединениями, в которых одновременно присутствуют и атомы кислорода, и атомы азота.

## Получение
Синтезировать циклические полиамины можно по методу Аткинса — Рихмана: реакцией тозилата ациклического полиамина с «замыкающим фрагментом» с терминальными хорошо уходящими группами (-OTs, -Cl, -Br). Обычно данную реакцию проводят в ДМФА в присутствии основания в течение нескольких часов или дней, и в процессе реакции происходит нуклеофильное замещение и цикл замыкается:
Также известен способ, в котором макроцикл собирается «вокруг» координированного иона переходного металла (матричный, или темплатный метод):
На рисунке выше приведена схема синтеза циклама вокруг иона никеля(II).

## Применение
Циклические полиамины — структурное ядро многих природных соединений, например, порфирина или хлорина.